# Hans Günter König
Hans Günter König (* 17. Januar 1925 in Trier; † 17. Dezember 2007) war ein deutscher Maler, Kunstdidaktiker und Bildwissenschaftler.

## Biographie
König absolvierte sein Abitur 1943 am Hindenburg-Gymnasium, dem heutigen Humboldt-Gymnasium Trier. Während seiner letzten Schuljahre studierte er gleichzeitig an der Werkkunstschule Trier, der heutigen Hochschule Trier. Nach Wehrdienst und russischer Kriegsgefangenschaft besuchte er von Januar bis Oktober 1946 die Abteilung Malerei und Grafik an der Werkkunstschule Trier. Ab dem Wintersemester 1946/47 studierte er an der Akademie der Bildenden Künste Stuttgart bei Willi Baumeister, Rudolf Yelin und Karl Hils. 1950 schloss er sein Studium als Meisterschüler bei Willi Baumeister ab. Anschließend studierte er bis Januar 1954 an der Johannes Gutenberg-Universität Mainz. Nach dem Referendariat und dem zweiten Staatsexamen im Jahre 1956 war er bis 1962 als Gymnasiallehrer in Oberlahnstein tätig.
1962 erhielt er einen Ruf an das Staatliche Hochschulinstitut für Kunst- und Werkerziehung in Mainz. Von 1963 bis 1972 war er Institutsdirektor bis zur Eingliederung des Instituts als Fachbereich in die Universität Mainz; die heutige Nachfolgeinstitution ist die Kunsthochschule Mainz. 1970 war König Vorsitzender der Kunsthochschulrektorenkonferenz. Seit 1972 war er ordentlicher Professor bis zu seiner Emeritierung im Jahr 1992.

## Wissenschaftliche Arbeit
Wichtige Schwerpunkte seiner wissenschaftlichen Tätigkeiten waren unter anderem Untersuchungen über Bildung und Auflösung ästhetischer Normen, Bildanalysen zum analytischen und synthetischen Kubismus, Studien zum kreativen Prozess, zur Morphogenese und zur Bildsprache bei Pablo Picasso und Untersuchungen über die Bildarchitektur des Juan Gris.